# En Avant de Guingamp (femminile)
L'En Avant de Guingamp Ville de Saint-Brieuc Côtes-d'Armor, abbreviato in EA Guingamp, EAG o semplicemente Guingamp, è una squadra di calcio femminile professionistico francese, sezione femminile dell'omonimo club con sede a Guingamp e Saint-Brieuc, in Bretagna.
Fondata originariamente nel 1973 come Saint-Brieuc SC, assunse l'attuale denominazione dalla stagione 2011-2012 sostituendo le sue precedenti varie realtà societarie e acquisendone le tradizioni e i titoli sportivi, tra i quali l'unico titolo di Campione di Francia ottenuto dal Saint-Brieuc SC al termine della stagione 1988-1989.

## Storia
Il club, fondato nel 1973 con il nome di Chaffoteaux Sports Saint-Brieuc era originariamente, la sezione femminile del club Stade Briochin.
Il 18 agosto 2011 viene annunciato che il club cambierà nome in En Avant de Guingamp Ville de Saint-Brieuc Côtes-d'Armor, diventando il club femminile affiliato del Guingamp. Fa il suo esordio con il nuovo nome nella Division 1 Féminine 2011-2012, nella quale si classifica sesta.
La stagione 2019-2020, conclusa al sesto posto in campionato, vede il club arrivare in semifinale di Coppa di Francia. arrendendosi contro il Lione.
Dopo 14 stagioni nel massimo campionato francese, al termine della stagione 2024-2025 retrocede in Seconde Ligue.

## Palmarès
- Campionato francese: 1

1988-1989

## Organico

### Rosa 2024-2025
Rosa, ruoli e numeri di maglia come da sito ufficiale, aggiornati all'23 aprile 2025.
| N. |                      | Ruolo | Calciatrice      |
| -- | -------------------- | ----- | ---------------- |
| 1  | Francia (bandiera)   | P     | Cindy Perrault   |
| 2  | Camerun (bandiera)   | A     | Naomi Eto        |
| 3  | Francia (bandiera)   | D     | Grace Kazadi     |
| 4  | Francia (bandiera)   | D     | Hélène Fercocq   |
| 5  | Francia (bandiera)   | D     | Maïwen Renard    |
| 6  | Francia (bandiera)   | C     | Agathe Donnary   |
| 7  | Francia (bandiera)   | A     | Imane Touriss    |
| 8  | Marocco (bandiera)   | C     | Sana Daoudi      |
| 9  | Nepal (bandiera)     | A     | Sabitra Bhandari |
| 10 | Francia (bandiera)   | C     | Leïla Peneau     |
| 11 | Francia (bandiera)   | A     | Alison Péniguel  |
| 12 | Finlandia (bandiera) | A     | Aada Törrönen    |
| 14 | Francia (bandiera)   | C     | Maëlle Seguin    |
| 15 | Francia (bandiera)   | D     | Lou Autin        |
| 16 | Francia (bandiera)   | P     | Laura Prieur     |

| N. |                    | Ruolo | Calciatrice          |
| -- | ------------------ | ----- | -------------------- |
| 17 | Canada (bandiera)  | A     | Latifah Abdu         |
| 17 | Francia (bandiera) | A     | Anaïs Ribeyra        |
| 18 | Francia (bandiera) | A     | Adélie Fourré        |
| 19 | Francia (bandiera) | D     | Sofia Guellati       |
| 20 | Francia (bandiera) | C     | Inès Avenant         |
| 22 | Francia (bandiera) | C     | Wassilah Pacaud      |
| 23 | Francia (bandiera) | A     | Maïwenn Brezac       |
| 24 | Francia (bandiera) | A     | Célia Aggoune        |
| 25 | Francia (bandiera) | D     | Agathe Ollivier      |
| 28 | Francia (bandiera) | A     | Lauraleen Le Lan     |
| 29 | Francia (bandiera) | C     | Maureen Bigot        |
| 30 | Francia (bandiera) | P     | Marie-Morgane Sieber |
| 34 | Francia (bandiera) | D     | Léane Lescop         |
| 40 | Francia (bandiera) | P     | Lucie Vivier         |